# Podkoce
Podkoce – część Mącznik położona w województwie wielkopolskim, w powiecie ostrowskim, w gminie Nowe Skalmierzyce, w Kaliskiem, przy granicy Nowych Skalmierzyc, ok. 15 km od Ostrowa Wielkopolskiego. 
Dawne Podkoce podzielone są między wieś Mączniki a miasto Nowe Skalmierzyce. 

## Historia
Wymieniane w źródłach od 1294. 
W 1579 miejscowość była w posiadaniu Podkockich i Daniela Pruślińskiego.
W XVIII w. wieś należała m.in. do Michała Nowowiejskiego herbu Jastrzębiec, zarządcy wsi Karski.
W XIX w. Podkoce leżały przy granicy Królestwa Polskiego w powiecie odolanowskim, gdzie istniało dominium – tworzące wraz z wsią Mączniki wspólną majętność, której włodzarzem była Joanna z Ponińskich Niemojowska (1817–1898), córka Stanisława Ponińskiego, żona Jana Niepomucena Niemojowskiego. Istniał tu browar oraz wiatrak.